# Tendência Leninista
'Tendência Leninista foi uma organização que surgiu de uma cisão da Aliança Libertadora Nacional (ALN) no exílio por volta de 1970/1971, mas nem chegaria a se estruturar definitivamente no Brasil. 
Depoimentos estudados pelo Projeto BNM indicam que Ricardo Zaratini foi o principal articulador e redator do texto "Uma Autocrítica Necessária", que serviu de documento básico para a definição da orientação política do novo grupo. No documento, os rumos tomados pela guerrilha urbana são duramente criticados em nome de um volta à Declaração do Agrupamento Comunista de São Paulo, que havia marcado o nascimento da organização de Carlos Marighella antes da formação da ALN ser introduzida. Eles propunham um recuo imediato às atividades armadas e que fosse implementado um amplo trabalho político entre as massas para a recuperação das caraterísticas leninistas do grupo ao invés  da organização político-militar. Esses dissidentes acabariam sendo expulsos da ALN ainda em 1971. Ainda assim a TL continuou existindo por quase dois anos, foi estabelecida uma ligação com outros círculos de militantes através do Grupo de Debate e do periódico "Unidade e Luta".
Em 1973 foi informado através de nota oficial que Manuel Lisboa de Moura, dirigente do Partido Comunista Revolucionário (PCR), havia feito uma viagem ao Chile onde teria se travado um diálogo para iniciar-se um processo de fusão do PCR com a TL. Como em 1973 houve a derrubada do presidente Salvador Allende pelas vias do golpe militar que foi liderado pelo general Augusto Pinochet, a TL foi praticamente desmontada, porém a maioria de seus militantes, embora dispersos, terminariam se integrando ao Partido Comunista Brasileiro (PCB).